# Titanio originalis
Titanio originalis là một loài bướm đêm trong họ Crambidae.